# De Gids

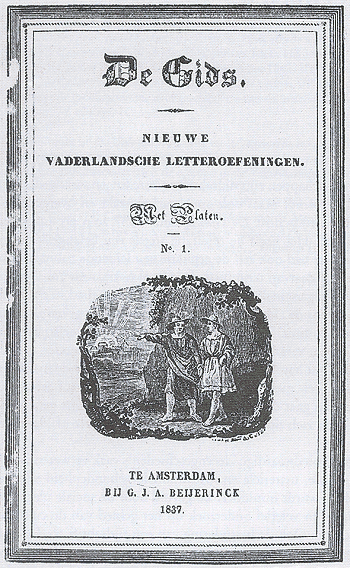
Журнал в 1837 году

De Gids (с нидерл. — «Справочник») — старейший (основан в 1837) издающийся голландский литературный журнал. Основатели — Эверард Иоганн Потгитер и Христианус Петрус. Долгое время считался самым влиятельным литературным журналом в Нидерландах. Все тома De Gids до 2012 года опубликованы в Цифровой библиотеке нидерландской литературы.
В 2011 году De Gids прекратила свою деятельность, но была переименована в De-Gids-nieuwe-stijl компанией De Groene Amsterdammer.